# Happening
|  | Per a altres significats, vegeu «The Happening». |

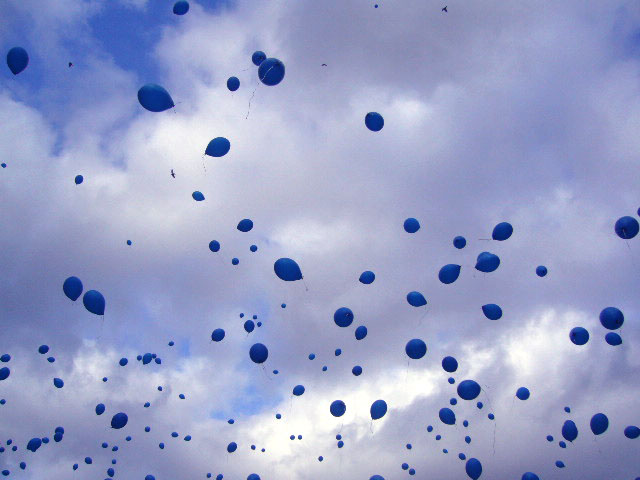
1001 globus blaus

Un happening (en català, "esdeveniment") és un esdeveniment artístic, sovint amb vindicacions sociopolítiques, presentat com una obra d'art, típic a l'època dels anys 60 al segle xx, similar a l'acció artística i relacionat amb el moviment fluxus. Els principals referents de happenings són John Cage, Joseph Beuys, Jim Dine, Allan Kaprow, Roy Lichtenstein, Claes Oldenburg, Yoko Ono, Robert Rauschenberg i Wolf Vostell.
La proposta original del happening (en català, esdeveniment) artístic té com temptativa el produir una obra d'art que no es focalitza en objectes sinó en l'esdeveniment i la participació dels espectadors, perquè deixin de ser subjectes passius i, amb la seva activitat, arribin a un alliberament a través de l'expressió emotiva i la representació col·lectiva.
Encara que és comú confondre el happening amb una performance (en català, acció artística) el primer difereix de la segona per la seva suposada espontaneïtat i improvisació o, atès que és difícil, almenys per una certa imprevisibilitat. El happening com manifestació artística pot ser d'estils molt diversos. És efímer i sovint es produeix en llocs públics, com a irrupció en la quotidianitat.

## Etimologia
Happening és una paraula anglesa que significa esdeveniment, ocurrència, succés. Als anys 60 i 70 del segle XX estaven relacionats amb les accions artístiques. El mot happening va ser emprat per primera vegada per l'artista plàstic Allan Kaprow l'any 1959 per designar una acció espectacular entesa com un esdeveniment únic i irrepetible.

## Descripció

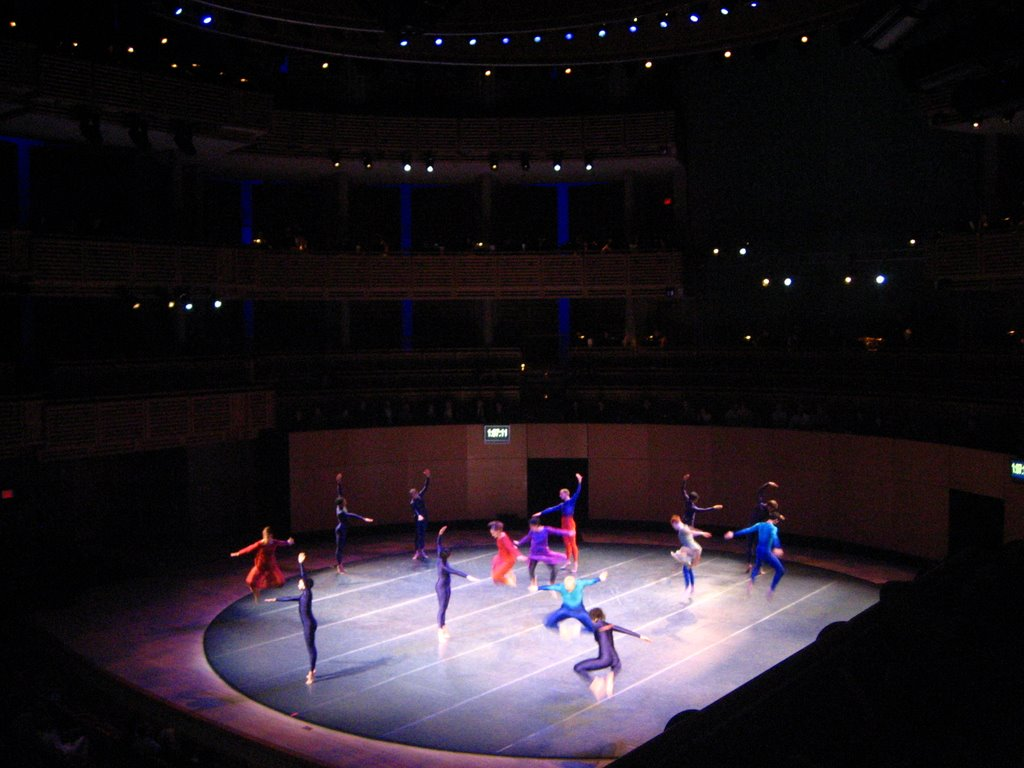
Espectacle de dansa de Merce Cunningham, al qual incorpora l'atzar i altres elements típics del happening

És una art escènica que va viure els seus moments de màxima esplendor als anys seixanta i que va influir a les altres arts escèniques, com el teatre, la dansa, l'òpera i el circ. Aquest nou gènere escènic, a diferència dels altres en aquella època, encara amb estil clàssic tradicional, tenia lloc en un espai i temps físics concrets no ficticis, tenint com a finalitat apropiar-se de la vida per mitjà de l'acció i valorant l'experiència real més que la simulada. Podia donar-se en qualsevol lloc, on avui seria un espai dit "no convencional", com per exemple un supermercat o una estació de tren, no únicament a una sala dins d'un teatre. Es valora l'espontaneïtat i l'atzar. Els executants fan activitats reals, és a dir que escombren, mengen o fins i tot s'autolesionen de manera real.
El cos ("corpologia") i l'element sensorial prenen protagonisme, a més de la presència de l'atzar en el procés creatiu i el desig de trencar amb la passivitat de l'espectador. També es valoraven l'alliberament sexual i l'exploració psicodèlica característics dels anys seixanta. A Europa es va treballar més a partir de la individualitat que de col·lectius, explorant els comportaments més instintius, com la violència i els estats preverbals, a més de l'esmentat sexe, i tot el relacionat amb rituals. Destaca també el component sociopolític, el voler fer pensar o modificar el públic, amb accions de crítica política, social, cultural o centrada en temes com el transvestisme.
Els executants dels happenings provenien de diferents disciplines artístiques i van establir importants connexions amb d'altres, com per exemple típicament l'anomenat grup Fluxus de Nova York amb la dansa contemporània formalista, una tendència encapçalada per Merce Cunningham i que cercava l'abstracció dels moviments dels ballarins.
Als anys setanta es va imposar internacionalment el mot "performance" (en català, "art d'acció"). A partir d'aquesta època el happening madura i cobreix un gran espectre de pràctiques en diferents suports i llenguatges o combinacions d'ells, com ara l'acte pictòric, la instal·lació escultòrica, la dansa, el treball corporal, el concert o el format videogràfic entre d'altres. Continua incorporant l'activisme (suport a minories, ecologisme), que en aquella època no era propi del teatre tradicional, i tècnicament es diferencia del happening en que implica una teatralització de l'experiència, tot i que a la pràctica actualment se solen considerar sinònims.

## Història

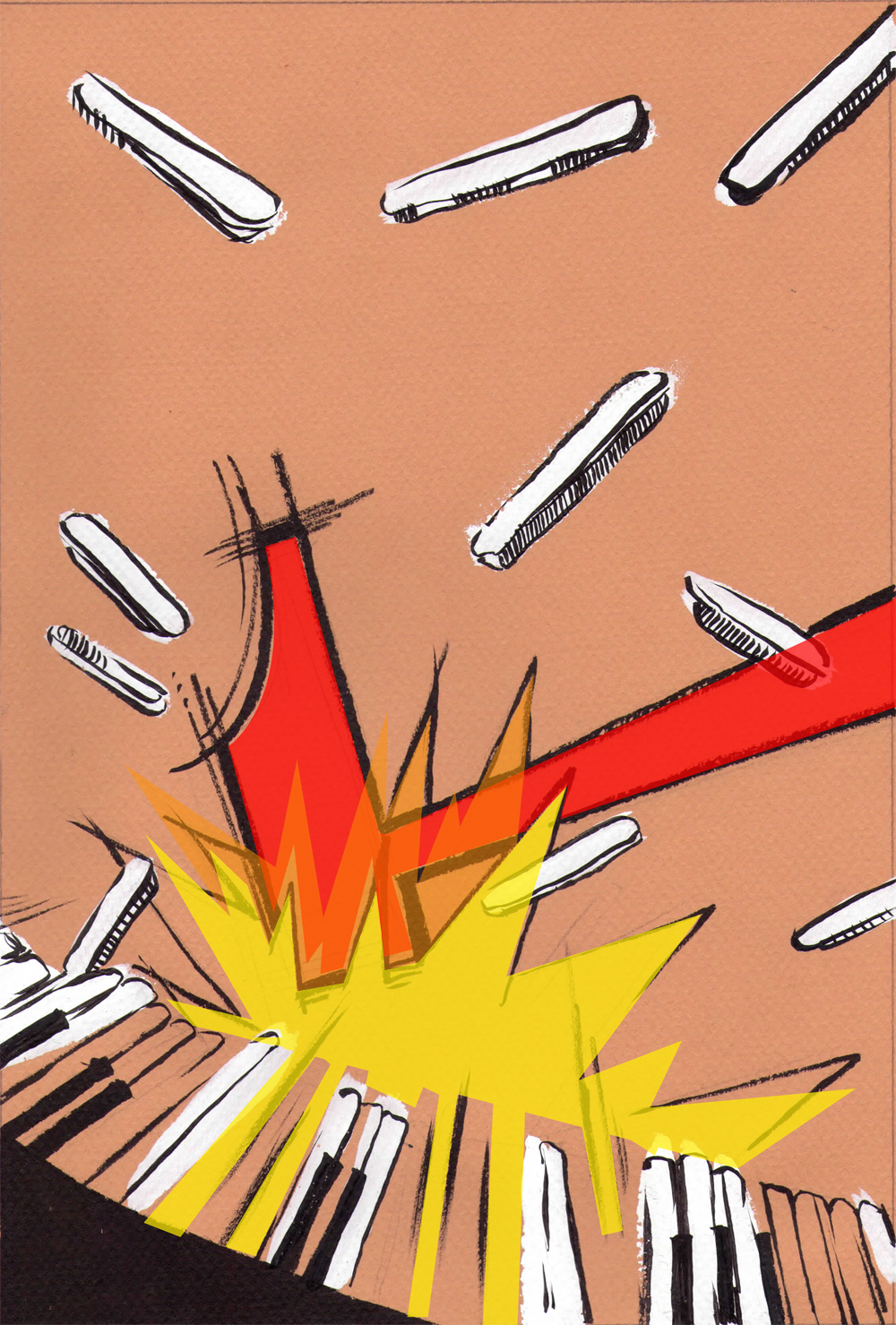
Recreació il·lustrada d'una acció de Philip Corner l'any 1962 a Wiesbaden on agredia un piano com a emblema de la música clàssica que cal dessacralitzar.

Es troben clars precedents del mateix en certes expressions artístiques avantguardistes dels anys 1920), moltes d'elles vinculades al surrealisme i, sobretot al futurisme i el dadaisme. En són clars antecedents l'obra de Marcel Duchamp i les exhibicions no convencionals realitzades en el Cabaret Voltaire per Richard Huelsenbeck i Tristan Tzara entre d'altres. Té una clara influència de la psicoanàlisi freudiana i de les teories d'Antonin Artaud. També es vincula a les arts plàstiques, com la pintura d'acció i el pop art.
Es considera com el primer happening pròpiament dit l'obra Theater piece Nº1 realitzada en 1952 per John Cage al Black Mountain College. L'obra va ser explicada pel mateix John Cage com esdeveniments teatrals i sense trama, encara que va ser Troben Krapow (alumne de Cage) el qui l'abril de 1957 durant un pícnic artístic en la granja de George Segal, va fer servir la paraula happening per a descriure les improvisacions que s'hi representaven.
El gener de 1958 la frase encunyada per Krapow és generalitzada per la revista estudiantil de la Rutgers University Antologist. Des d'aleshores aquesta forma artística i la seva denominació van ser ràpidament adoptades en altres països, com ara Alemanya i Japó.
Jack Kerouac, tot referint-se a Krapow, el va anomenar l'home Happening en observar l'obra 18 Happenings in 6 parts (1959). Encara que el happening sorgeix als Estats Units durant els 1950, hi va tenir el seu apogeu durant els 1960 amb les estètiques pròximes a l'art pop i al moviment hippie.
En el Regne Unit, els primers happenings van ser organitzats a Liverpool pel poeta i pintor Adrian Henri. L'esdeveniment més important va ser l'11 de juny de 1956, la "Poetry Incarnation" al Royal Albert Hall de Londres, on una audiència de 7.000 persones va participar en diferents performances guiada per un grup de joves poetes anglesos.
A Bèlgica, els primers happenings van ser organitzats entre 1965 i 1968 a Anvers, Brussel·les i Oostende pels artistes Hugo Heyrman i Panamarenko.
Als Països Baixos, el col·lectiu Provo va organitzar happenings sota la petita estàtua "Het Lieverdje" en una plaça del centre d'Amsterdam, del 1966 fins al 1968.
A Austràlia, el Yellow House Artist Collective de Sydney organitzava happenings de 24 hores continuades a principis dels 70.
A Catalunya les primeres obres de happening van ser escrites per Joan Brossa l'any 1946. Les denominà accions-espectacle, a falta d'un terme més adient.

## Influència delhappeninga l'art

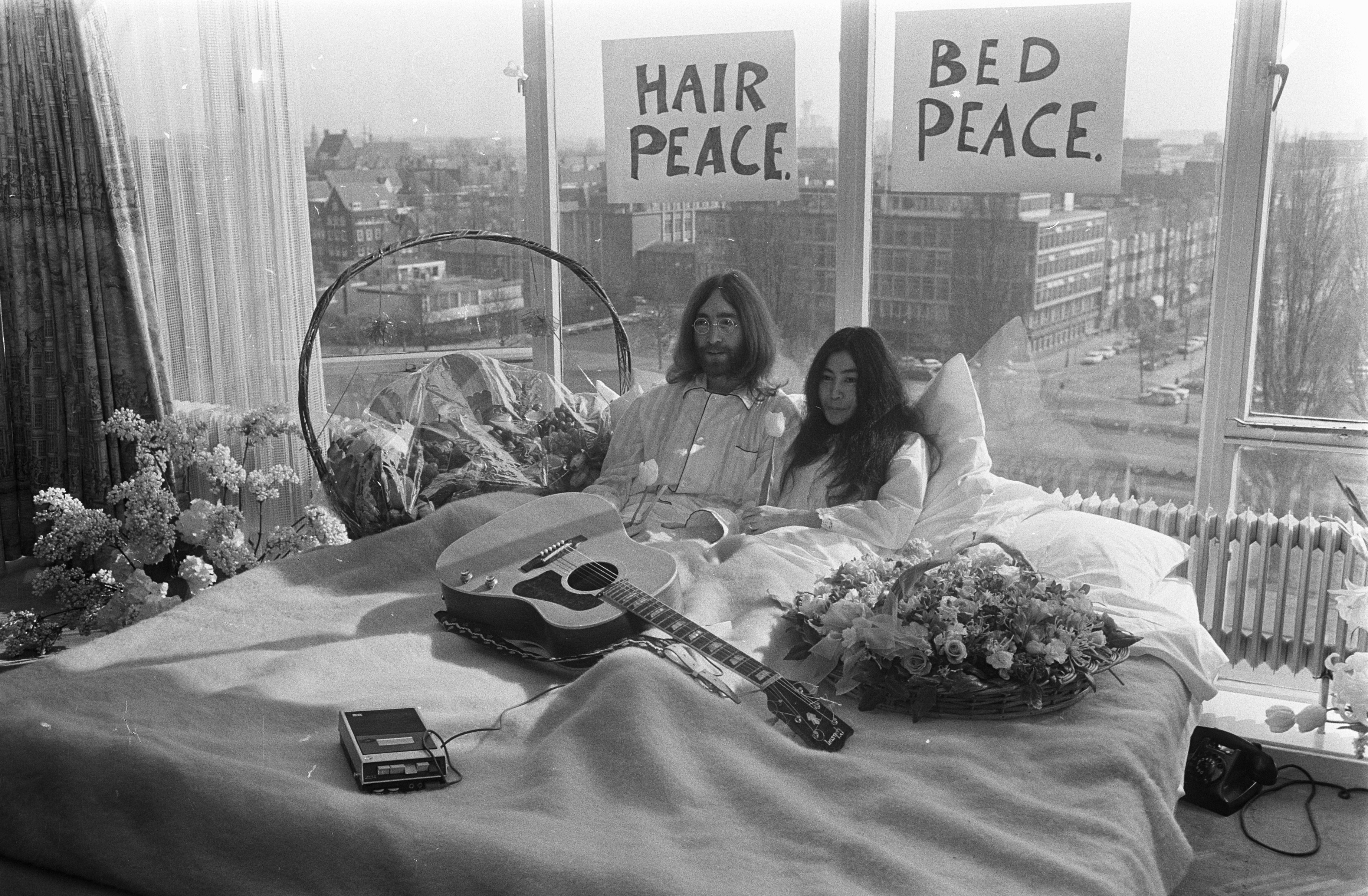
Bed-in for peace (Al llit per la pau), de Yoko Ono, del moviment Fluxus, al 1969

Durant els anys seixanta, a la República Federal Alemanya es va desenvolupar un ampli moviment cultural i intel·lectual de caràcter subversiu que, a través de personalitats com ara Joseph Beuys, Wolf Vostell i el coreà Nam June Paik, va arrelar amb especial orgull i compromís a la ciutat de Colònia i va revolucionar l'art.
Els aspectes provocadors i els atacs radicals contra els valors tradicionals del miracle econòmic havien de fer que el públic s'adherís a una consciència crítica i es deixés dur a àmbits d'experiència encara desconeguts.
Els happenings, que amb la seva motivació provocadora causaven comentaris i testimonis crítics, van trobar ràpidament una multitud d'entusiastes.
Primer el happening i després la performance van revolucionar en fons i forma les arts escèniques a partir de 1960, que com va passar també a les arts plàstiques, van trencar amb les representacions tradicionals començant el teatre, dansa i circ contemporanis.
L'estratègia dels happenings consistia a presentar una imatge conjunta i viva de la societat de manera marcadament purista, reflectir-la de manera suggeridora i sense compromisos i ampliar les expectatives i les perspectives del públic, no va trigar a polaritzar el públic i, d'aquesta manera, va aconseguir el que els artistes pretenien: estimular els sentits i la consciència, estructurar les circumstàncies humanes i evitar que el públic oblidés el dia a dia durant les representacions.
Les extravagàncies, l'especial originalitat, els trets polítics i sociològics, com també les profecies visionàries, eren els ingredients dels happenings de Wolf Vostell. Els seus esdeveniments sovint insondables que incorporaven tots els sentits en els happenings com també l'eufòrica implicació de Beuys i Vostell, els corifeus d'aquesta evolució de l'art, eren, per a molts amants de l'art, encara inacceptables en aquella època.
De la mateixa manera que la raó era un concepte central de la Il·lustració, els artistes Fluxus i els organitzadors de happenings estaven convençuts de la capacitat humana d'inspirar-se autònomament en recursos propis i arribar a la perfecció per la creativitat mitjançant la participació en happenings.
En Happening 24 horas Wolf Vostell va estavellar 200 bombetes de llum contra una paret de plexiglàs que feia de barrera entre l'escenari i el públic, va destrossar joguines bèl·liques amb un martell i va clavar agulles en carn crua.
D'aquesta manera, l'alienació de béns de consum va ser malentesa com a malbaratament i, consegüentment, criticada. El públic es veia confrontat amb aquestes representacions radicals de ben a prop i cercava la forma de recuperar l'equilibri. La manera d'arribar-hi era que cada individu trobés la seva pròpia sobirania.
Els participants havien d'examinar la seva consciència, definir les seves característiques positives i les seves virtuts i comprendre que els elements que componen la seva vida són interactius i posseeixen la capacitat d'influir i, d'aquesta manera, experimentar la seva vida com a art.

## Crítica
El happening ha passat a tenir un caràcter paradoxal, si la intenció plantejada teòricament i en els seus orígens era la de la participació activa dels espectadors per a lliurar-los de la massificació, sol veure's actualment en els happenings un resultat completament oposat a l'enunciat, en efecte, molts dels happenings acaben sent un espectacle més de l'anomenada cultura de masses.

## Als Països Catalans
A partir de 1960 s'hi troben precedents en els treballs de música d'acció de Joan Brossa al Club 49 en col·laboració amb el compositor Josep Maria Mestres Quadreny. A Nova York destaca la videoartista Eugènia Balcells. Catalunya va ser un país molt actiu als anys setanta, amb Carles Santos, Jordi Benito i iniciatives col·lectives d'executants com per exemple l'"Art Concepte" de Banyoles de 1973 i el Congrés Internacional de Happenings de Granollers l'any 1976.